# 金華糖
金華糖／金花糖（きんかとう）とは、煮溶かした砂糖を型に流し込み、冷やして固め、食紅で彩色した砂糖菓子である。『守貞漫稿』に有平糖とは別物と書かれており、そのルーツは不明である。
当時、砂糖は貴重品であったため、江戸幕府や主君への献上品の一つであった。明治時代に庶民へも広まり、結婚式の引き出物や節句祝いなどに用いられる一方、昭和期には駄菓子として親しまれた。
木型には主にサクラ材が使われ、鯛、海老、野菜、果物、七福神の形をした物が多かった。後には、自動車、オートバイ、野球選手等の形の物も現れた。LEDを使って中から照明して飾りにされることもある。
現代でも、石川県金沢市や長崎市などで見られる。旧加賀藩領であった金沢市や富山県西部では婚礼や雛祭の時に出されることが多い。ただし、大型の金華糖を作る菓子屋は減り、雛祭り用に小型のものが作られている。金沢の老舗和菓子店「森八」では、金華糖の木型を数百種類保存しており、最大で長さ50センチメートル、重さ2.4キログラムのものを作れる。